# Sammy N’Djock
Sammy N’Djock (ur. 25 lutego 1990 w Jaunde) – kameruński piłkarz grający na pozycji bramkarza.

## Kariera klubowa
Swoją karierę piłkarską N’Djock rozpoczął w klubie Lille OSC. Po grze w zespołach juniorskich trafił do rezerw tego klubu. Występował w nich w latach 2006–2010.
Latem 2010 roku N’Djock przeszedł do Antalyasporu. Swój debiut w tureckiej Süper Lig zaliczył 30 sierpnia 2010 w zremisowanym 0:0 domowym meczu z Trabzonsporem. W Antalyasporze stał się rezerwowym bramkarzem dla Ömera Çatkıça.
Latem 2013 N’Djock został wypożyczony do grającego w 1. Lig, Fethiyesporu. Zadebiutował w nim 14 września 2013 w zwycięskim 4:0 domowym meczu z Bucasporem. W Fethiyesporze spędził sezon 2013/2014. Następnie wrócił do Antalyasporu, z którego w listopadzie 2014 odszedł na wolny transfer.
W 2015 roku został zawodnikiem Minnesoty United, grającej w NASL i występował tam przez dwa sezony. W 2018 roku był graczem fińskiego klubu Mikkelin Palloilijat, występującego w trzeciej lidze.
| Sezon   | Klub                 | Kraj              | Rozgrywki | Mecze | Bramki |
| ------- | -------------------- | ----------------- | --------- | ----- | ------ |
| 2006/07 | Lille OSC B          | Francja           | CFA       | 1     | 0      |
| 2007/08 | Lille OSC B          | Francja           | CFA       | 6     | 0      |
| 2008/09 | Lille OSC B          | Francja           | CFA       | 9     | 0      |
| 2009/10 | Lille OSC B          | Francja           | CFA       | 0     | 0      |
| 2010/11 | Antalyaspor          | Turcja            | Süper Lig | 7     | 0      |
| 2011/12 | Antalyaspor          | Turcja            | Süper Lig | 7     | 0      |
| 2012/13 | Antalyaspor          | Turcja            | Süper Lig | 15    | 0      |
| 2013/14 | Fethiyespor          | Turcja            | 1. Lig    | 30    | 0      |
| 2015    | Minnesota United     | Stany Zjednoczone | NASL      | 24    | 0      |
| 2016    | Minnesota United     | Stany Zjednoczone | NASL      | 28    | 0      |
| 2018    | Mikkelin Palloilijat | Finlandia         | Kakkonen  | 12    | 0      |

## Kariera reprezentacyjna
W reprezentacji Kamerunu N’Djock zadebiutował 2 czerwca 2013 w zremisowanym 0:0 towarzyskim meczu z Ukrainą, rozegranym w Kijowie.